# Carlos García (boxe anglaise)
Pour les articles homonymes, voir Carlos García et García.
Carlos García est un boxeur cubain né en 1963.

## Carrière
Quatre fois champion de Cuba entre 1981 et 1985, sa carrière amateur est principalement marquée par un titre de champion du monde remporté à Munich en 1982 dans la catégorie des super-légers.